# ヴィクトリア・ガリンド
ヴィクトリア・ガリンド（Victoria Galindo、1983年12月22日 - ）は、アメリカ合衆国カリフォルニア州ユニオンシティ出身の女子ソフトボール選手（内野手）。右投左打。
ポジションは内野手（二塁手など）。
2008年の北京オリンピックでは銀メダルを獲得した。野球チームのコーチを務めている父の影響で4歳よりソフトボールを始めた。
また、2008年にレズビアンであることをカミングアウトし、それに伴い同じくオリンピック代表のローレン・ラピンもレズビアンであることをカミングアウトした。